# Зейналова Світлана Автанділівна
Світлана Автанділівна Зейналова (азерб. Svetlana Aftandil qızı Zeynalova; нар.. 8 травня 1977, Москва) — російська радіо — і телеведуча, молодша сестра журналістки Іради Зейналової.

## Життєпис

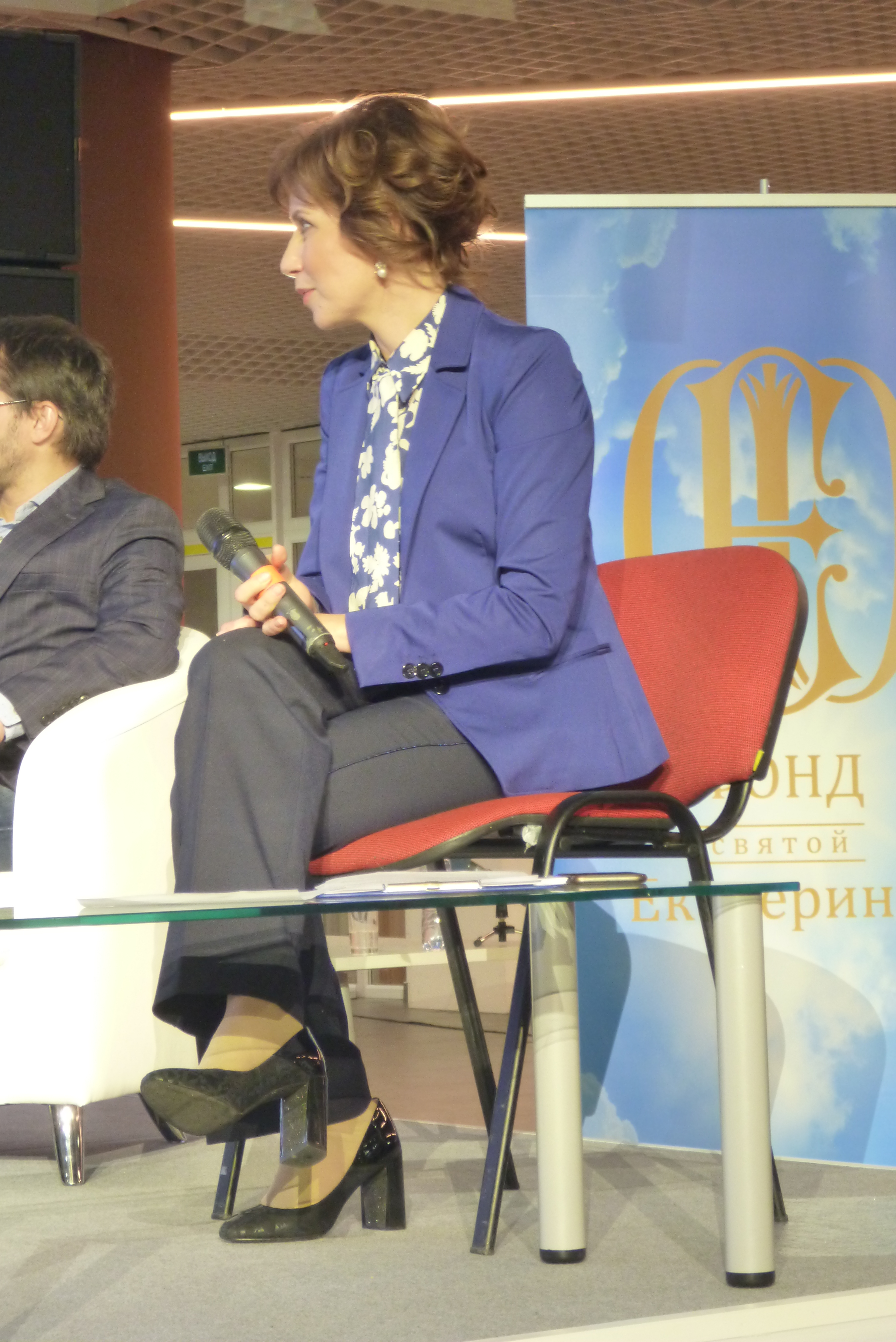
Світлана Зейналова в Єкатеринбурзі. 23 листопада 2018 року

Світлана Зейналова народилася в 1977 році в Москві у змішаній родині Зейналових: батько Автанділ Ісабалієвич — азербайджанець, мати Галина Олексіївна — росіянка. Вона молодша сестра Іради Зейналової. Відзначається, що за сприйманням, вихованню Світлана більше росіянка, Ірада — азербайджанка. У 1994—1997 роках навчалась на факультеті психології Московського педагогічного державного університету імені В. І. Леніна, в 1997—2001 роках — в училищі імені М. С. Щепкіна.
Почала з ролей в театрі («Біля Нікітських воріт»), потім вела програми на телебаченні, на радіо.
За даними на 2010 рік, Світлана Зейналоваволоділа власним агентством з організації свят.

### Особисте життя
- Була одружена з колишнім програмним директором Радіо Maximum Олексієм Глазатовим,
  - є донька Олександра[4],
  - У жовтні 2012 року — розлучилася з ним[2]. Чоловік покинув родину через хвору на аутизм доньку.

- Живе цивільним шлюбом з Дмитром Ленським.
  - 27 травня 2018 року народила другу доньку Вероніку[5]. На початку листопада 2018 року доньху охрестили в одному із храмів підмосковного району Куркіно[6].

## Кар'єра

### Робота на радіо
- Радіо Maximum — ранкова програма «Шоу Бачинського і Стіллавіна» (співведуча, продюсер) з вересня 2004 по серпень 2006 року[3].
- Business FM — «Світські новини» (ведуча).
- Наше Радіо — ранкова програма «Наш Ранок» (співведуча, продюсерка) з 6 вересня 2010 року[3] по 22 вересня 2014 року; «Тариф Денний» з 25 травня 2015 року.
- Радіо Maximum — вечірня програма «Кірілоff & Зейналова» з 22 вересня 2014 року по 20 березня 2015 року.

### Робота на телебаченні
- ТВ Центр — оглядачка ранкової програми «Настрій».
- Перший канал — ведуча ранкової програми «Добрий ранок» з 25 лютого 2011 року по теперішній час.
- Перший канал — співведуча (з Тимуром Соловйовим) програми «Добрий день»[7] з квітня по травень 2012 року.
- Перший канал — була учасницею телегри «Жорстокі ігри»[2]. Також була учасницею гри «Форт Боярд».
- Перший канал — З 17 лютого по 28 квітня 2017 року — співведуча програми «Голос. Діти»[8].

### Фільмографія
| Рік  |   | Назва                                                  | Роль                |
| ---- | - | ------------------------------------------------------ | ------------------- |
| 2004 | с | Московська сага — в одному епізоді                     | епізод              |
| 2008 | с | Важкий пісок — в одному епізоді                        | суддя               |
| 2010 | ф | Любов та інші дурниці, в епізоді «Любов із зануренням» | Уляна               |
| 2015 | ф | Боцман Чайка                                           | журналістка Наталка |
| 2017 | ф | Кухня. Остання битва                                   | ведуча новин        |